# Fleeming Jenkin
Henry Charles Fleeming Jenkin (25 de marzo de 1833 - 12 de junio de 1885) fue un profesor de ingeniería de la Universidad de Edimburgo, de una notable versatilidad. Conocido mundialmente por ser el inventor del teleférico, fue no solo un experto en electricidad e ingeniería de cables, sino también conferenciante, filólogo, crítico, actor, dramaturgo y artista. Entre sus descendientes figuran Bernard Jenkin y Patrick Jenkin, miembros del Partido Conservador del Parlamento británico.

## Formación

### Su infancia y orígenes
Nació en un edificio gubernamental cerca de Dungeness, Kent, Inglaterra, en una familia de antigua tradición y fama de excéntricos. Su padre -el capitán Charles Jenkin- trabajaba en el servicio de guardacostas, y del nombre de uno de sus patrones, el almirante Fleeming, le vino al pequeño Henry el apelativo de "Flemming" (en inglés, pronunciado ˈflɛmɪŋ).
Se dice que su versatilidad le venía de su madre, Henrietta Camilla Jackson, una mujer de fuerte carácter que aprendió canto y dibujo. Debido a las frecuentes ausencias de su marido, la señora Jenkin se hizo cargo de la educación del hijo, y por ello lo llevó al sur de Escocia donde -principalmente en Barjarg- el joven Henry aprendió a dibujar y a montar a caballo en paseos por los páramos. Más tarde asistió a la escuela de Jedburgh, en la frontera escocesa, y posteriormente a la Academia de Edimburgo, donde recibió numerosos premios. Entre sus compañeros de clase había futuros miembros ilustres de la sociedad británica, como James Clerk Maxwell o Peter Guthrie Tait.
Tras la jubilación de su padre en 1847, la familia se mudó a Fráncfort del Meno, movidos tanto por motivos económicos como por afianzar la educación del joven. Allí, Jenkin y su padre disfrutaron de una agradable temporada, dibujando castillos medievales y observando las costumbres de los campesinos locales. Con trece años, Jenkin había compuesto un romance de 300 versos endecasílabos, una novela y multitud de poemas, ninguno de los cuales se han conservado. También aprendió alemán y después que la familia emigrase a París al año siguiente recibió clases de francés y matemáticas de M. Deluc. Durante su estancia parisina, Jenkin asistió al inicio de la Revolución de 1848. Sobre los primeros disparos oídos durante las revueltas, escribiría una carta a un antiguo compañero de clase .
Los Jenkins dejaron París para dirigirse a Génova, donde de nuevo asistieron a los disturbios revolucionarios liberales, y la Sra. Jenkin, con su hijo y su cuñada, tuvieron que recurrir a la protección de un barco inglés atracado en la bahía. Dejaron en su casa la mayoría de los bienes de sus amistades, y guardada por el capitán Jenkin. En Génova, Jenkin también tuvo la oportunidad de asistir a la universidad, siendo el primer protestante en estudiar allí. El Padre Bancalari, a la sazón su profesor de Filosofía natural y propietario de uno de los mejores laboratorios sobre el tema, impartió algunas conferencias sobre electromagnetismo que despertaron el interés de Jenkin por la ciencia. Los exámenes de Jenkin en aquella etapa venían con las preguntas en latín y debían contestarse en italiano. Fleeming asistía igualmente a la escuela de arte de la ciudad, y obtuvo una medalla de plata por su dibujo de una de las ilustraciones de Rafael. Las siguientes vacaciones las pasó dibujando, y por las noches tocaba el piano o asistía a la ópera. Por entonces, había descubierto su pasión por la interpretación.

### Vocación
En 1850, Jenkin pasó una temporada en una tienda de trenes de Génova propiedad del marsellés Philip Taylor, pero a la muerte de la tía Anna, que vivía con la familia, el capitán Jenkin decidió regresar a Inglaterra. La familia se asentó en Mánchester y allí fue donde en 1851 el joven Jenkin entró como aprendiz de ingeniería en los talleres de William Fairbairn, en jornadas de once horas y media dedicadas a "clasificar y astillar, con un rudo mono de trabajo terriblemente sucio".
En casa continuaba sus estudios, y durante una temporada trabajó con el Dr. Bell en la definición de un método geométrico derivado de la arquitectura griega clásica. Su estancia en Mánchester fue agradable, aunque resultase tan distinta de la de Génova. Le gustaba su trabajo, tenía el buen ánimo de su juventud y trabó algunas gratas amistades, como la escritora Elizabeth Gaskell. Era un joven aficionado al debate, y su madre refería cómo con 16 años, estando en Génova, había impresionado a un cónsul en una discusión política "simplemente por estar bien informado sobre el tema, y ser honesto. Es auténtico como el acero" -escribía- "y por nadie se apartaría de su opinión... No creas que es un Bobadil, es sólo un chico muy sincero e ingenuo. Estoy muy contenta de que siga siendo, en todos los aspectos menos su conocimiento, un chico estupendo".
Tras dejar el taller de Fairbairn, se dedicó durante un tiempo a realizar una investigación sobre el ferrocarril Lukmanier, en Suiza, hasta que en 1856 accedió a los talleres de ingeniería de Greenwich como dibujante técnico, ocupándose de los planos de un barco diseñado para la Guerra de Crimea. En esta época, Jenkin se quejaba de las largas jornadas, sus rudos camaradas de trabajo y su modesto alojamiento, "al otro lado de una calle sucia, y a través de calles a medio construir, rodeadas de edificios de dos plantas....Afortunadamente" -añadía- "estoy orgulloso de mi profesión; de no ser así, no podría aguantar esta vida". Jenkin había estado siempre pegado a las faldas de su madre, y por juzgó esos cambios con más acierto. Por la noche leía tratados de ingeniería o matemáticas, o a Thomas Carlyle y otros poetas, y animaba su decayente ánimo con esporádicas visitas a Londres, donde estaba su madre.
Otra de sus distracciones sociales eran las visitas a Alfred Austin, un barrister que sería secretario permanente de la Oficina de Obras Públicas y Construcción de Su Majestad, retirado en 1868 con el título de compañero de la Orden del Baño. Su mujer, Eliza Barron, era la hija más joven de un caballero de Norwich que de niño había recibido palmaditas en la cabeza del doctor Samuel Johnson, entonces agente comercial del señor Thale. Jenkin había conocido a los Austins gracias a una carta de la señora Gaskell, y se mostró encantando con la atmósfera doméstica, que combinaba la conversación intelectual con el trato afable y cortés, desprovista por completo de clasismo o afectación. "Cada uno de los Austin", dice Stevenson en sus memorias de Jenkin, "estaba lleno de buen ánimo, y todos moderaban su lenguaje, de tal modo que nunca se oyó una palabra afilada en su casa". Los Austin eran al mismo tiempo muy hospitalarios y de excelente educación, y no simplemente en sus modales o sus apariencias. Era un privilegio muy inusual que un solitario joven en la situación de Jenkin pudiera acceder a la alta sociedad, y él reconocía su buena estrella.
Annie Austin, su única hija, había recibido una excelente formación, que incluía el aprendizaje de las lenguas clásicas. Aunque Jenkin quería y admiraba a sus padres, al principio no reparó en ella. Stevenson refiere que Annie cierto había demostrado un error de Jenkin sobre "cantidades": su carácter le predisponía a reflexionar sobre sus errores y "admirar al corrector". Aunque era pobre, ya albergaba algunas esperanzas motivadas por el fuerte afecto que los Austin sentían por él. Entró al servicio de los señores Lidell y Gordon, que promovían el tendido de cable telegráfico submarino, ofreciéndole a un tiempo la satisfacción de sus aspiraciones laborales y una prometedora carrera. Solicitó la autorización de los Austin para cortejar a su hija. Aunque la señora Austin sí dio su visto bueno, y el padre tan solo se preocupó por preguntarle por su carácter. Jenkin, sorprendido de esa despreocupación paternal, exclamaba en una de sus cartas:"¿Esta gente es igual a la demás?". La señorita Austin pareció acceder al compromiso solo por obediencia a sus padres, pero más tarde el ánimo de Jenkin la conquistó, y se mostró de acuerdo con el mismo.
Después de dejar el taller de Penn, Jenkin trabajó como ingeniero ferroviario para Lidell y Gordon, hasta que en 1857 le nombraron ingeniero de la R.S. Newall & Co. de Gateshead, que colaboraba en la construcción del primer cable transatlántico con sus socios de Greenwich, Glass, Elliot & Co. Jenkin se mantuvo muy ocupado diseñando y ajustando la maquinaria para los barcos cableadores, así como realizando experimentos eléctricos. "Estoy medio loco de trabajo", escribía a su prometida, "me gusta aunque es como una buena pelota: la emoción te transporta a otro lugar". Escribió que "mi profesión me da toda la emoción y el estímulo que podría desear"..."Estoy en el trabajo hasta las diez, y a veces hasta las once. Pero tengo una buena oficina en la que sentarme, con un fuego al lado, y multitud de dorados instrumentos científicos a mi alrededor, libros que leer, experimentos que hacer, y disfruto enormemente. Encuentro el estudio de la electricidad tan interesante que soy capaz de olvidarme de mis demás ocupaciones"..."¿Con qué te lo podría comparar?", decía de uno de sus experimentos eléctricos, "¿con una nueva canción? ¿con una obra griega?".

## A bordo delElba

### Primer viaje
En la primavera de 1855, Jenkin estaba preparando el S.S. Elba, amarrado en Birkenshead, para su primer trayecto cubriendo el cableado telegráfico submarino. Parece que en los meses anteriores, Henry Brett había intentado tender un cable telegráfico en el Mediterráneo, entre el cabo Spartivento (al sur de Cerdeña) y un punto cerca de Bona, en Argelia. Era un cable de gutapercha, con 6 hilos conductores, fabricado por Glass, Elliot & Co., una empresa que más adelante se asociaría con la Gutta-Percha Company para formar la Telegraph Construction and Maintenance Company. Brett había tendido el cable desde el "Result", un barco remolcado, en vez de navegar a vapor, que ofrecía una navegación más manejable. Hallando que la profundidad era de unas 600 brazas (1100 metros) a 45 km de la costa, el cable se hundía tan rápido que la madeja de cable se saltó del rollo y hubo que cortar la línea. Teniendo sólo 280 kilómetros de cable a bordo para cubrir la distancia de 260 km. que había entre ambas costas, Brett logró tras muchos forcejeos devolver el extremo perdido a cerca de la orilla, de donde lo izó de nuevo. Brett pasó ese extremo sobre el barco y así navegó un trayecto de 35 km., cortándolo más tarde y arrojándolo al fondo. Entonces cosió el cable que había a bordo con el extremo que había en la playa, y continuó tendiéndolo por más de 130 km. En ese punto de la operación, otro brusco aumento de la profundidad hizo que el cable que aún quedaba se agotase, y Brett se vio obligado a cortar la línea y abandonarla en alta mar.
Aún hubo otro intento durante el año siguiente, pero también terminó en fracaso. Brett había intentado tender un cable de 3 hilos desde el vapor Dutchman, pero debido a las enormes profundidades (en algunos puntos, de 1500 brazas, 2700 km) cuando estaba a unas pocas millas de Galita, su destino en Argelia, se quedó de nuevo sin cable. Telegrafió a Londres para solicitar la fabricación y envío de un nuevo cargamento, mientras el barco anclado aguantaba el cabo de cable. Tras cinco días en esa situación, el cable se seccionó, quizás debido al roce con el fondo marino.
Recuperar ese cable perdido era la misión del Elba. Jenkin lo había preparado un año antes para tender los cables telegráficos entre Cagliari, Malta y Corfú, y en esta ocasión el barco iba bien preparado. Contaba con nueva maquinaria para tender el cable, y un sistema de poleas para suavizar su movimiento que él mismo había diseñado, junto a una amplia gama de boyas de madera, cuerdas y cadenas especiales. Lidell, con la colaboración de F.C. Webb y Fleeming Jenkin, era el responsable de la expedición. Jenkin no tenía ninguna atribución sobre las operaciones eléctricas a bordo, y su tarea consistía en supervisar el funcionamiento de la maquinaria instalada en el puente para recuperar el cable, siendo un trabajo de gran responsabilidad. Trató sobre esta expedición en largas cartas a Miss Austin y en su diario.
Durante la última fase del trabajo, el cable aparecía del mar bastante retorcido, debido a las fuertes tensiones que había experimentado. Dos inmensas poleas se levantaron a bordo, y el cable se estiraba tendiéndolo entre la proa y la popa del buque. Hay fotografías de este sistema que se expusieron como curiosidad en los escaparates de la oficina de Newall & Co. en el Strand de Londres. Hacia el 5 de julio, la mayor parte del cable de seis hilos se había recuperado, así como una parte del cable de tres hilos. El resto se abandonó como inútil, debido a su mal estado. En la noche del 2 de julio el primer oficial del "Elba" fue seriamente herido por un golpe accidental del ancla mientras la izaban, y pasó semanas reponiéndose del golpe en Cagliari. El conocimiento de idiomas de Jenkin le hacía muy útil como intérprete pero, refiriendo este accidente a la señorita Austin, comentó que "por nada del mundo sería doctor, para asistir a estas escenas continuamente. El dolor es algo terrible".

### Futuros socios
A principios de 1859 conoció a William Thomson, 1.er Barón de Kelvin (más adelante, Lord Kelvin), que con el tiempo se convertiría en uno de sus amigos y socios. En aquel momento, Lewis Gordon, de Newall & Co., se había convertido en el primer profesor de ingeniería de la universidad británica, y estaba en Glasgow inspeccionando los instrumentos que Sir William había desarrollado; básicamente herramientas de chequeo y señalización destinadas a ser utilizadas durante las seis semanas requeridas para tender el cableado telegráfico transatlántico. Gordon le habló de "cierto joven de notable habilidad" que trabajaba para él en los talleres de Birkenhead. Enviaron un telegrama a Jenkin, y éste se presentó a la mañana siguiente. Pasó una semana en Glasgow, principalmente en las clases y el laboratorio de Sir William, en el Old College. Sir William quedó impresionado por la agudeza de Jenkin, su capacidad, su minuciosidad y su voluntad de aprendizaje. "Pronto descubrí", señaló, "que la escrupulosidad y la honestidad estaban profundamente arraigados no sólo en el lado científico de este personaje, sino también en el moral". Su conversación giró básicamente en torno al telégrafo, pero Jenkin también se mostró interesado por cuestiones físicas. Después de esa semana, volvió a la fábrica donde comenzó a realizar algunos experimentos, y comenzó una brillante correspondencia acerca del manejo de cables con Sir Williams. Éste parecía haberle contagiado toda la energía que desprendía, con su magnética personalidad y su entusiasmo profesional.
El 26 de febrero, durante un descanso de cuatro días, Jenkin se casó con la señorita Austin en Northuam, volviendo a su trabajo al siguiente jueves. Se sentía fuertemente vinculado a su mujer y en sus cartas revela una calidez de afecto que un observador poco avisado nunca habría sospechado en un carácter como el suyo. En 1869 le escribía: "La gente puede escribir novelas, y otros pueden componer versos, pero entre ellos no hay ni un hombre ni una mujer que puedan decir lo feliz que puede ser un hombre que está desesperadamente enamorado de su mujer después de diez años de matrimonio".. Cinco semanas antes de morir, le escribiría otra arrebatada declaración:

"Tu primera carta desde Bournemouth me da una felicidad celestial - por ello os doy gracias al Cielo y a ti, tú que eres mi cielo en la tierra."

### Segundo viaje
Durante el viaje cumplió otra navegación en el Mediterráneo, también relacionado con el tendido de cable telegráfico. Esta vez, el Elba iba a preparar la comunicación entre las islas griegas de Syros y Creta con Egipto. De este viaje, remitió descripciones detalladas en las cartas a su esposa.

## Emprendedor y académico

### Sociedad con Forde
En 1861, Jenkin dejó el cargo en Newall & Co. y se asoció con H. F. Forde, quien había sido ingeniero para el gobierno británico en el tendido de Malta a Alejandría, y desde entonces se dedicaba a la empresa privada. Sin embargo, y durante muchos años, el negocio había resultado más bien frustrante.

### Vida doméstica
La nueva situación familiar de Jenkin complicaba el panorama, pero él asumía sus problemas con ánimo y resolución. Robert Louis Stevenson afirma en sus "memorias" que Jenkin tenía por principio "disfrutar la felicidad de cada día según se presente, como hacen los pájaros y los niños".
En 1863 nació su primer hijo y la familia se mudó a un cottage en Claygate, cerca de Eser. Incluso pobre y enfermo, Jenkin mantenía la confianza en sí mismo. 

"El campo" -escribía a su esposa- "nos dará, Dios mediante, la salud y la fuerza. Te amaré y te haré más feliz que nunca antes. Puedes ir donde quieras, recibirás lo que desees, y en lo que toca al dinero, también tendrás lo que necesites. No puedo equivocarme. Me he medido con muchos hombres. No me siento débil. No siento que pueda fallar. En muchas cosas he tenido éxito, y así será con esto también...y mientras tanto, el tiempo de espera que -pluga al Cielo- no será demasiado largo, puede que no sea tampoco tan amargo. Bueno, bueno, prometo mucho, y no sé por el momento cómo estáis tú y el pequeño. Si él está mejor, ten valor, mi niña, porque ya veo la luz".

Se dedicó a la jardinería, sin tener una afición natural hacia ella, y pronto se convirtió en un apasionado experto. Escribió artículos y conferencias, y se entretenía con la interpretación de charadas y poesía. James Clerk Maxwell le visitaba frecuentemente. Durante octubre de 1860, supervisó las reparaciones del cable de Bona-Spartivento, volvió a Quíos y Cagliari, que en aquel momento estaba tomada por las tropas de Garibaldi. El cable, que habían roto las anclas de los barcos que extraían coral, fue reparado con grandes dificultades. "¡Y qué rocas pescábamos!" -escribe Jenkin- "En cuanto echamos el ancla el barco quedó anclado; y entonces se desarrollaba la siguiente escena: El motor en marcha, la cubierta agitada por las trepidaciones de la maquinaria, la correa escapándose, y el restallar de las cuerdas al romperse, en realidad rompiendo otras anclas. Pasaba siempre una hora o más antes de que el ancla tocase el fondo".
En 1865, al nacimiento de su segundo hijo, la salud de la sra. Jenkin quedó muy resentida, y Jenkin -después de correr casi cuatro kilómetros hasta dar con un doctor- se pasó la noche entera postrado al lado de su cama. De ahí en adelante sufriría ciática y reumatismo, que casi le incapacitaron durante las operaciones del tendido de cable de Lowesoft a Norderney para Paul Reuter en 1866. La línea fue diseñada por Forde & Jenkin, fabricada por W. T. Henley & Co. y tendida desde el "Caroline" y el "William Cory". Clara Wolkman, sobrina de Reuter, envió el primer mensaje a través de la línea, con F. C. Varley sosteniéndole la mano.

### Profesor en Londres y Edimburgo
En 1866, Jenkin fue nombrado profesor de ingeniería en el University College de Londres. Dos años después, sus posibilidades mejoraron repentinamente: La sociedad empezó a darle beneficios y fue designado como presidente de la nueva comisión de ingeniería de la Universidad de Edimburgo. A propósito de su nombramiento, escribió a su mujer:

Contigo en el jardín (de Claygate), con Austin en las cocheras, con hermosas canciones en el cuartito blanco, con la luz de la luna en la querida habitación de arriba -¡ah!. Era perfecto; pero el mucho caminar, el deambular, los cálculos, los temores, los planes, y las sacudidas en el mugriento tren, y la horrible ranciedumbre de la oficina, con sus infinitas decepciones, se han terminado por fin. Es más que suficiente luchar, y planear, y mezclarse con la ajetreada multitud de Londres por un momento, pero no para siempre. Lo que tengo ahora es simplemente perfecto. Estudio en invierno, acción en verano, un maravilloso campo descansar, y una agradable ciudad para conversar".

El siguiente mes de junio lo pasó a bordo del "SS Great Eastern", que tendía el cable atlántico francés desde Brest a Saint Pierre. Entre sus compañeros de travesía estaban Sir William Thomson, Sir James Anderson, C. F. Varley, Latimer Clark y Willoughby Smith. Fue entonces cuando Jenkin realizó los notables bocetos de Clark y Valley. Llegaron a Saint-Pierre envueltos en una niebla que apenas permitía adivinar al navío compañero, el William Cory, que estaba un poco adelantado, cuando las señales del "Gulnare" les dieron la bienvenida. Jenkin observó que toda la isla contaba con electricidad, gracias a la batería instalada en la estación de telégrafos.

### Sociedad con Thomson y Varley
La posición de Jenkin en Edinburgo le condujo a formar sociedad con Varley y Thomson, a quienes siempre había admirado. Las habilidades comerciales de Jenkin le eran especialmente útiles a Thomson, liberándole un tanto de la rutina y permitiéndole centrarse en otros trabajos. En 1870 se introdujo el grabador de sifón, que permitía registrar un cablegrama en tinta en lugar de traducirlo únicamente en reflejos mediante el espejo galvanométrico. Este invento de Thomson se aplicó a las redes cablegráficas de larga distancia y demostró ser una gran fuente de beneficios para la compañía.
En 1873 Thomson y Jenkin trabajaban como ingenieros para la Western and Brazilian cable. Fabricado por Hooper & Co., de Millwall, el cable estaba protegido por goma arábiga, un aislante recién descubierto. El Hooper zarpó de Plymouth en junio, y tras hacer escala en Madeira, donde Thomson no dejaba de "sondear con su juguete especial" (el alambre pianoforte) "antes de las tres y media de la mañana", llegaron a Pernambuco a principios de agosto, y tendieron un cable hacia Pará.
Durante los años siguientes se enlazó el sistema brasileño con los de las indias occidentales y el de Río de la Plata, pero Jenkin no estuvo presente en esas expediciones. Mientras se encargaba de su trabajo, la mala estrella de "La Plata", que llevaba cable de Siemens AG a Montevideo, le llevó a sufrir un ciclón cerca de Ushant, que causó un naufragio en el que se ahogó casi toda la tripulación. Los cables atlánticos Mackay-Bennet estaban también a bordo del barco.

### Inventor del gráfico de oferta y demanda
En 1870, Jenkin publicó un ensayo titulado "Sobre la representación gráfica de la oferta y la demanda y su aplicación al trabajo", lo que le convierte en la primera persona en dibujar esa célebre representación gráfica, indiscutiblemente una de las más utilizadas por los economistas y popularizada por Alfred Marshall.

## Personalidad y legado
Jenkin era un orador brillante, y un profesor notable. Se le describe como un hombre de mediana estatura, de carácter llano y poco dado a formalismos. Algunos de sus dichos eran afilados, pero no solía mostrarse agresivo. "La gente admira lo que hay de hermoso en una cosa fea", solía decir, "no la cosa fea." Una dama, que en cierta ocasión le confesó sus temores acerca de que "nunca volvería a ser feliz", Jenkin le replicó: "¿Qué quiere usted decir? No estamos aquí para ser felices, sino para ser buenos". Sobre un amigo, que le comentó que cierta actuación de Salvini en Othello le había animado a rezar, le espetó: "That is prayer" (juego de palabras con "player", actor, y "prayer", oración).
Sus clases siempre se desarrollaron ordenadamente, porque instantáneamente reconocía los problemas y corregía a los alumnos díscolos. Su trabajo experimental, sin embargo, no fue nunca radicalmente innovador. En Birkenhead logró algunas mediciones exactas de las propiedades eléctricas de materiales utilizados en cables submarinos. Sir William Thomson refirió que él fue el primero en utilizar los sistemas de medición absoluta propuestos por Gauss y Weber. También investigó las leyes de la señal eléctrica en un medio submarino. Como secretario del comité de la asociación británica constituida para establecer la regulación sobre electricidad, asumió un papel esencial al suministrar a los técnicos encargados el equipamiento necesario para realizar prácticas mediciones. Sus lecturas en Cantor sobre cableados submarinos, y su tratado sobre electricidad y magnetismo (1873) fueron notables para su momento, incluyendo los últimos avances sobre la materia. Asociado con Thomson, desarrolló un ingenioso sistema (kurb-key), que actuaba como "repetidor" en los largos cables submarinos, aunque el sistema nunca se utilizó en la práctica. Su invento más relevante fue el teleférico, un sistema de transporte de mercancías y pasajeros a través de un largo cable, mediante cabinas eléctricas apoyadas en un cable o conductor que propulsaba su movimiento. Patentado en 1882, Jenkin tenía grandes esperanzas depositadas en él, y pasó sus últimos años ocupado con este trabajo, pero para la inauguración de la primera línea de este tipo (en Glynde, Sussex) su diseñador ya había fallecido.
En cuanto a la ingeniería mecánica, su principal aportación fueron métodos gráficos de calcular tensiones en puentes y cálculos para determinar la eficiencia de un mecanismo, méritos por los que le fue concedida la Medalla de Oro Keith, de la Royal Society de Edimburgo. También fue fundador de la Asociación de Protección Sanitaria, destinada a la supervisión de hogares desde el punto de vista de la salubridad. En su tiempo libre, Jenkin redactaba notas sobre una gran variedad de temas. Criticó las teorías de Darwin y denunció sus imprecisiones, insistiendo en los plazos de tiempo enormemente largos que se deducían necesarios, plazos de tiempo que los físicos calculaban mayor al de la propia existencia del planeta. El mismo Darwin admitió que algunos de sus argumentos eran convincentes, y Munro, aún estudiante, le elogió por su texto "La teoría atómica de Lucrecio". En 1878 construyó un fonógrafo a partir de las descripciones que aparecían en los periódicos sobre el "nuevo invento", y más adelante impartió una conferencia sobre el tema en Edimburgo. También utilizó el fonógrafo para el estudio de los sonidos vocales y consonánticos. Publicó igualmente un interesante documento sobre "La ritma en el verso en inglés", publicado por la Satudary Review en 1883.
Jenkin era al mismo tiempo un consumado dibujante, capaz de esbozar un retrato con asombrosa rapidez. Se sabe que en ocasiones detuvo a alguna dama en la calle durante algunos para tomar algún apunte. Su vertiente artística también se reflejó en su texto "El artista y el crítico", en el que define su punto de vista sobre la diferencia entre el oficio mecánico y las bellas artes: 

"En las artes mecánicas, el artesano utiliza sus habilidades para producir algo útil, pero -exceptuando el raro caso en el que puede elegir lo que produce- su único mérito reside en la habilidad. En las artes, el estudiante utiliza su habilidad para producir algo hermoso. Él es libre de elegir lo que quiere producir, y el profano afirma que tiene el derecho y la obligación de juzgar al artista principalmente por el valor de belleza del objeto realizado. La habilidad artística contribuye a nuestro conocimiento de la belleza, o no sería ninguna habilidad; pero la belleza es el resultado de muchos elementos, y a un arte más elevado corresponde igualmente menor valor en cuanto a habilidad".

Jenkin era un escritor claro y gráfico al mismo tiempo. Leía selectivamente, aunque se inclinaba por la historia de David, "La Odisea", "la Arcadia", la saga de Burnt Njal, y el "Ciro el Grande". Entre sus autores favoritos figuraban Esquilo, Sófocles, Shakespeare, Ariosto, Bocaccio, Sir Walter Scott, Alejandro Dumas, Charles Dickens, Thackeray, y George Elliot, entre otros.
Admirado por muchos de sus conocidos, Jenkin no llegó a ser realmente popular debido a sus modales ásperos y poco dados a cortesías. "Cualesquiera que fuesen sus virtudes", diría Stevenson, "nunca pudo contar con la cortesía". Se mostraba, sin embargo, tan atento con su mujer, que un campesino sirio que les observó esparció el rumor de que la señora Jenkin era una gran dama que se había casado con alguien de baja alcurnia. En el Club Saville, de Londres, era conocido como "el hombre que cena y sale hacia Escocia". Jenkin era consciente de esa falta de tacto, y posteriormente trató de enmendarla. "Toda mi vida", escribía, he sacado en claro la conclusión de que la gente, invariablemente, terminaba cansada del sonido de mi voz. Me parecía que tenía varias cosas que decir, y no tenía ningún sentimiento malevolente; sin embargo, el resultado es el arriba expresado. Bueno, últimamente ha ocurrido algún cambio. Si hablo con una persona, parece que me la tenga que encontrar de nuevo al día siguiente. Las caras se iluminan al verme. "¡Ah, venga conmigo!", "Le invito a cenar a mi casa". Es la cosa más absurda que nunca he experimentado. Y es curiosamente agradable".
Jenkin fue un buen padre, que disfrutaba jugando con sus hijos y ayudándoles en sus estudios. Los niños solían esperar frente a su oficina hasta que llegaba la hora de cerrar. Se dice que el pequeño Frewen, el segundo hijo, entró en su oficina cuando Jenkin estaba trabajando, para pedirle que terminase una grúa que estaba construyendo, so pretexto de un día muy ocupado. Sentía también un vivo afecto por los animales, y su perro Plate le acompañaba regularmente a la universidad. Solía decir, sin embargo, que "es un hogar frío aquel en el que un perro es el único representante de la infancia".
En las highlands escocesas, Jenkin aprendió a amar su carácter independiente y su modo de vida agreste. Aprendió a disparar, a montar y a nadar con habilidad, y enseñó a sus chicos diversas prácticas atléticas, como el remo o la pesca del salmón. Aprendió a bailar el rael de las "tierras altas" y se propuso estudiar el gaélico, pero resultó demasiado difícil, incluso para Jenkin. En una ocasión, llevó a su familia a Alt Aussee, en la región de Steiermark de Estiria, donde se dedicaron a la caza, ganó un concurso de tiro en el festival, aprendió el dialecto local, hizo bocetos de las inmediaciones y bailó el "steirischen Ländler" con los campesinos.

### Enfermedad y muerte
Sus padres y familia política acabaron viviendo en Edimburgo, pero todos fallecieron en plazos de 10 meses. Jenkin, que había seguido con aflicción el desarrollo de su enfermedad, estaba arrebatado por la pena y el luto. El desarrollo del teleférico también era otra de sus fuentes de ansiedad, y la enfermedad mental de su madre le hacía temer por su propia salud. Planeaba un viaje de vacaciones a Italia con su esposa para recuperarse, cuando tuvo que someterse a una pequeña intervención en el pie. Aunque aparentemente inofensiva, la operación le causó un envenenamiento sanguíneo. La sra. Jenkin leía en voz alta junto al lecho, cuando la mente del convaleciente Jenkin empezó a divagar. Probablemente nunca recuperó el sentido antes de su muerte.
En cierto período de su vida, Jenkin se interesó por el libre pensamiento, considerando todos los dogmas como "simples ataduras ciegas para expresar lo inexpresable". Sin embargo, con el paso del tiempo se convirtió al catolicismo. "Según avanza mi vida, estoy cada vez más convencido de que recibo el cuidado directo de Dios -lo cual es razonablemente imposible-, peso así es como es". En su último año de vida recibió su primera comunión.